# Les parts dels animals
''De Partibus Animalium'',en grec Περὶ ζῴων μορίων; (“Sobre les parts en els animals”) és un llibre d'Aristòtil. Va ser escrit cap a l'any 350 aC.
El llibre és un estudi de l'anatomia i la fisiologia animal per tal de proporcionar una comprensió científica de les seves parts (òrgans, teixits, fluids, etc.).

## Traducció àrab
La traducció a l'arab de De Partibus Animalium comprèn els tractats 11-14 del Kitāb al-Hayawān (El Llibre dels Animals).